# هاروئو ناکاجیما
هاروئو ناکاجیما (انگلیسی: Haruo Nakajima; ۱ ژانویهٔ ۱۹۲۹ – ۷ اوت ۲۰۱۷) هنرپیشه اهل ژاپن بود.
از فیلم‌هایی که وی در آن نقش داشته‌است، می‌توان به هفت سامورایی، گودزیلا در برابر هیولای دریایی، گودزیلا، کینگ کونگ در برابر گودزیلا، هجوم دوباره گودزیلا، پسر گودزیلا و داستان قلعه اوساکا اشاره کرد.